# Свети Антоний Абат (Кореджо)
„Свети Антоний Абат“ е картина на италианския художник Антонио да Кореджо от 1517 – 1518 г. Картината (49х32 см) е изложена в Зала 12 на Националния музей „ Каподимонте“ в Неапол, Италия. Използвана е техниката на маслени бои върху дърво. 

## История
През 1901 г. италианският академик по история на изкуството Адолфо Вентури определя картината като произведение на Антонио да Кореджо. През 1907 г. тя е преместена в Музей „Каподимонте“. Преди това тя се е намирала в сакристията на Църквата на Йеронимитския орден в Неапол (на итал.: Chiesa dei Girolamini), като за неин автор е бил считан Андреа Сабатини.

## Описание
Светият отшелник е изобразен в тясна рамка, която елиминира всеки детайл и всяка специфичност, свързана с обстановката, синтезирана в няколко елемента точно зад фигурата на светеца. Неговите атрибути се свеждат само до простата лъскава камбанка, поставена на преден план в центъра на картината. Цялата картина следователно се свежда до израза на лицето, тъй като дори жестът на светеца изглежда умишлено блокиран, сякаш ръцете му са вързани една за друга. Почти уплашеният поглед и отворените устни правят този Свети Антоний една крехка и страдаща фигура – хванато в момент на усамотеност човешко същество. Светлината, която се отразява на челото му и създава също блестящ ефект върху оранжевото му наметало, допринася за изразителната тежест на обезкуражения вид на лицето на светеца.
Образът на Свети Антоний се доближава до този на Свети Леонард в картината Четирима светци (Quattro santi) на Антонио да Кореджо, като ефектът на страданието е използван от художника и в картината му Ecce homo (Национална галерия, Лондон).
В картината се наблюдава съвършенството на художника в използването както на светлина, така и на светлосянката – ефекти, заимствани от стила на Леонардо да Винчи.